# ویکفیلد (فیلم)
ویکفیلد (انگلیسی: Wakefield) فیلمی در ژانر درام است که در سال ۲۰۱۶ منتشر شد. از بازیگران آن می‌توان به برایان کرانستون، جنیفر گارنر، و بورلی دی آنجلو اشاره کرد.